# Sphaeromides virei
Sphaeromides virei är en kräftdjursart som först beskrevs av Alessandro Brian 1923.  Sphaeromides virei ingår i släktet Sphaeromides och familjen Cirolanidae.

## Underarter
Arten delas in i följande underarter:
- S. v. mediodalmatina
- S. v. montenigrina
- S. v. virei